# Resolution (Nový Zéland)
Resolution, maorsky Tau Moana, je největší ostrov Fiordlandu, což je hornatá oblast na jihozápadě Nového Zélandu. S plochou kolem 208 km² se jedná o sedmý největší ostrov Nového Zélandu a druhý největší novozélandský neobydlený ostrov. Kopcovitá, silně zalesněná krajina ostrova Resolution stoupá do nadmořské výše 1069 m. Ostrov Resolution je oddělen od pevniny Jižního ostrova fjordy Tamatea / Dusky Sound a Te Puaitaha / Breaksea Sound a průlivem Acheron. Resolution je součástí národního parku Fiordland.
Ostrov je zhruba obdélníkový, s výjimkou dlouhého úzkého poloostrova na západním pobřeží známého jako Five Fingers Peninsula (Poloostrov pěti prstů). Kolem poloostrova se nachází mořská rezervace Taumoana (Five Fingers Peninsula). Ostrov je pojmenován po lodi Resolution kapitána Jamese Cooka. Tato loď zakotvila v oblasti Dusky Sound v březnu 1773 během Cookovy druhé plavby.

## Fauna a flóra
V roce 1894 byl za kurátora ostrova určen Richard Henry, vášnivý novozélandský ochránce přírody. Henry tuto pozici zastával dalších 14 let, během nichž na ostrov přemístil četné novozélandské ptačí endemity, jako jsou chřástal weka, kakapo soví nebo kivi jižní. Tyto druhy čelily na novozélandské pevnině vyhynutí vlivem predace invazivními savci a Henry doufal, že na ostrově Resolution by mohly najít vhodné útočiště. Tento raný pokus o translokaci části populace druhu ve snaze a jeho záchranu však selhal, když v roce 1900 na ostrov dorazily hranostajové. Ti úspěšně vyhladili hned několik místních endemických ptáků, které brzy nahradili introdukovaní drozdi, kosi a špačci.
V roce 2008 odstartoval pod dohledem Department of Conservation projekt na vyhubení invazivních druhů savců, což jsou vedle hranostajů také jeleni a krysy. Kusuové liščí na ostrově nejsou přítomní. Problém pro ptačí druhy představují hlavně hranostajové. V tomto ohledu je geografické umístění ostrova problematické v tom, že zahrnuje desítky kilometrů pobřeží, které od pevniny odděluje jen úzký pruh moře. V nejužším místě se jedná pouze o 560 m volného moře mezi pevninou a ostrovem Resolution. Hranostajové běžně zdolají plaváním 300–400 m, mohou však uplavat až nejméně 1,6 km a snad i ještě více.

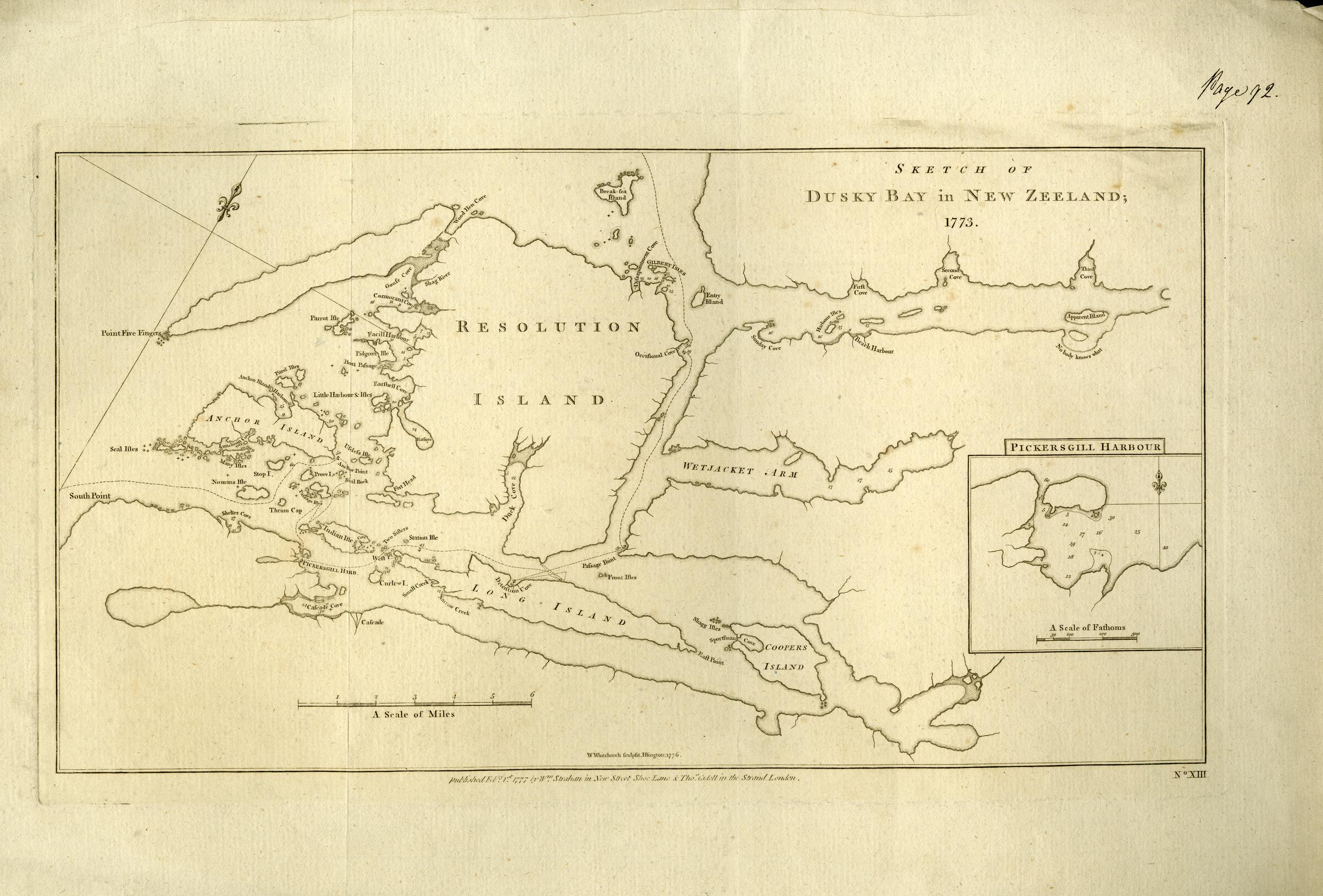
Náčrtek polohy ostrova (1777)

Zatímco v drtivé většině lesů novozélandské pevniny jsou hojně rozšířeni kusuové liščí, na ostrov Resolution se nikdy nedostali. Tito invazivní vačnatci z Austrálie jsou známí nezměrným požíráním místních rostlin. Převažujícím biotopem ostrova jsou listnaté, především pabukové lesy, které ve vyšších polohách nahrazují travnaté biotopy s častými subalpínskými jezírky. Na ostrově bylo zaznamenáno přes 400 původních druhů rostlin, což je podstatně více než na okolní pevnině. Vyskytuje se zde mj. několik ohrožených endemických zástupců ochmetovitých a více než tucet dalších, vzácně se vyskytujících novozélandských endemických rostlin, které jsou v řadě jiných oblastí Fiordlandu ohroženy spásáním kusuy.
Ze vzácné fauny lze zmínit výskyt pištce žlutého nebo laločníka sedlatého. Vedle nich ostrov obývá např. i kivi jižní, ostříž novozélandský, kakariki sp., nestor kaka a kea.